# Кулаковская, Тамара Никандровна
Тама́ра Ника́ндровна Кулако́вская (17 февраля 1919, Полоцк — 15 ноября 1986, Минск) — советский учёный в области почвоведения и агрохимии, доктор сельскохозяйственных наук, профессор, академик ВАСХНИЛ, член-корреспондент АН БССР, директор Белорусского научно-исследовательского института почвоведения и агрохимии.
Герой Социалистического Труда (1979), заслуженный деятель науки Белорусской ССР (1973).

## Биография

Могила Кулаковской на Северном кладбище Минска.

Родилась в городе Полоцке (ныне Витебская область, Республика Беларусь). В 1936 году окончила железнодорожную школу в городе Унеча Брянской области.
В 1941 году окончила Московскую сельскохозяйственную академию имени К. А. Тимирязева. С 1941 года по 1944 год работала в агрохимической лаборатории, в отделе почвоведения Челябинской государственной селекционной станции.
С 1945 года — на учёбе в аспирантуре ВНИИ каучуконосов в Москве.
С 1949 года работала старшим научным сотрудником в Белорусском НИИ мелиорации и водного хозяйства Академии Наук БССР. В 1950 году защитила кандидатскую диссертацию.
С 1956 года по 1962 год — доцент кафедры сельского хозяйства Высшей партийной школы при ЦК КП Белоруссии. С 1958 года по 1969 год — заведующая лабораторией почвенного питания растений Института почвоведения Министерства сельского хозяйства Белорусской ССР.
В 1965 году защитила докторскую диссертацию.
С 1969 года — директор Белорусского научно-исследовательского института почвоведения и агрохимии. в 1975 году была избрана действительным членом (академиком) ВАСХНИЛ. В 1979 году стала академиком-секретарём Западного отделения ВАСХНИЛ.
Указом Президиума Верховного Совета СССР от 16 февраля 1979 года за большие заслуги в развитии сельскохозяйственной науки, подготовке научных кадров и в связи с шестидесятилетием со дня рождения Кулаковской Тамаре Никандровне было присвоено звание Героя Социалистического Труда.
Тамара Никандровна внесла существенный вклад в агрохимическую науку в части ценных сведений о взаимосвязи растений и почвы. Ею разработана и применена оригинальная методика отбора объектов исследований, позволяющая получать достаточно репрезентативные выборки из почвенно-генетических и агрохимических совокупностей. Является автором ряда практических предложений по рациональному использованию органических и минеральных удобрений. Под её руководством и при непосредственном участии разработаны методы оценки эффективности действия применяемых минеральных удобрений, комплексной оценки состояния плодородия почв; динамика баланса питательных веществ в земледелии Белоруссии, методы прогнозирования урожаев сельскохозяйственных культур. В целом стала автором около 350 научных трудов.
Избиралась депутатом Верховного Совета Беларуской ССР.
Жила и работала в городе Минске. Умерла 15 ноября 1986 года.

## Труды
- Агрохимические свойства почв и их значение в использовании удобрений. Мн.: Урожай, 1965.
- Применение удобрений. Мн.: Урожай, 1970.
- Почвы Белорусской ССР. Мн., 1968—1974 (рэд.).
- Почвенно-агрохимические основы получения высоких урожаев. Мн.: Урожай, 1978.
- Оптимизация агрохимической системы почвенного питания растений. М.: Агропромиздат, 1990.

## Награды и звания
- Медаль «Серп и Молот»
- Орден Ленина
- Орден Октябрьской Революции (1971)
- Орден Трудового Красного Знамени (1966)
- Золотая и бронзовая медали ВДНХ
- Заслуженный деятель науки Белорусской ССР (1973)
- Государственная премия Белорусской ССР (1976)
- Премия имени Д. Н. Прянишникова (1976)
- Золотая медаль имени С. И. Вавилова
- Другие награды

## Память
- В 1980 году в городе Унеча Брянской области на здании школы № 5 (улица Октябрьская, дом 26) в память Т. Н. Кулаковской установлена мемориальная доска.
- Мемориальная доска установлена в честь Т .Н. Кулаковской в г. Минске (2012). Скульптор — А. Кострюков[3].